# Gerald Brockhurst
Gerald Brockhurst, född 31 oktober 1890 och död 4 maj 1978, var en brittisk målare och grafiker.
Brockhurst väckte tidigt uppmärksamhet med raderade blad, men blev även populär som porträttmålare. Senare gjorde han sig känd som en av Storbritanniens främsta etsare.